# Ann-Marie Arvidsson
Ann-Marie Arvidsson är en svensk före detta friidrottare (sprinter). Hon tävlade för klubben Kvinnliga IK Sport. 